# Мірськ (гміна)
Гмі́на Мірськ (пол. Gmina Mirsk) — місько-сільська гміна у південно-західній Польщі. Належить до Львувецького повіту Нижньосілезького воєводства.
Станом на 31 грудня 2011 у гміні проживало 8969 осіб.

## Площа
Згідно з даними за 2007 рік площа гміни становила 186.57 км², у тому числі:
- орні землі: 37.00 %
- ліси: 55.00 %

Таким чином, площа гміни становить 26.28 % площі повіту.

## Населення
Станом на 31 грудня 2011:
| Опис     | Загалом | Загалом | Чоловіки | Чоловіки | Жінки | Жінки |
| -------- | ------- | ------- | -------- | -------- | ----- | ----- |
| одиниця  | осіб    | %       | осіб     | %        | осіб  | %     |
| все      | 8969    | 100     | 4333     | 48.31    | 4636  | 51.69 |
| міське   | 4172    | 100     | 1975     | 47.34    | 2197  | 52.66 |
| сільське | 4797    | 100     | 2358     | 49.16    | 2439  | 50.84 |

## Сусідні гміни
Гміна Мірськ межує з такими гмінами: Грифув-Шльонський, Лешна, Любомеж, Стара Камениця, Шклярська Поремба, Шверадув-Здруй.